# Angelo La Russa
Angelo La Russa (Favara, 19 ottobre 1936) è un politico italiano.

## Biografia
Esponente della Democrazia Cristiana, viene eletto all'Assemblea Regionale Siciliana per quattro legislature consecutive, restando in carica dal 1976 al 1992. In tale anno è poi eletto alla Camera dei Deputati con la DC. Allo scioglimento del partito, nel gennaio 1994, aderisce al Centro Cristiano Democratico.
Candidato alle elezioni politiche del 1994 alla Camera nel collegio uninominale di Canicattì e poi nel 1996 in quello di Sciacca, non viene eletto in nessuna delle due occasioni.